# Melissa Galianos
Melissa Galianos, née le 26 septembre 1979 à Montréal, est une actrice québécoise.

## Filmographie

### Actrice

#### Cinéma
- 1997 : Laserhawk de Jean Pellerin : Cara
- 1997 : Viens danser... sur la lune ! (Dancing on the Moon) de Kit Hood : Anne Morrisset
- 1998 : Going to Kansas City (en) de Pekka Mandart : Carly Malone
- 1998 : Fatal Affair de Marc S. Grenier : Jojo
- 1998 : Le Clown de l'horreur (The Clown at Midnight) de Jean Pellerin : Cheryl « Walnut » Webber

#### Télévision

##### Téléfilms
- 2000 : La Cinquième Sœur (Satan's School for Girls) de Christopher Leitch : l'étudiante
- 2006 : Que le diable m'emporte (My First Wedding) de Laurent Firode : Angela
- 2012 : Obsession maladive (Do No Harm) de Philippe Gagnon : L’assistante de Gillian
- 2012 : Espoir mortel (Deadly Hope) de Nicolas Monette : Une dealeuse
- 2013 : Exploding Sun (de) de Michael Robison : Une volontaire

##### Séries télévisées
- 1994 : Fais-moi peur ! (Are You Afraid of the Dark?) : Elle-même (saison 4, épisode 1)
- 1998 : The Mystery Files of Shelby Woo (en) : Marie (saison 4, épisode 8)
- 1998 et 1999 : Student Bodies : Priscilla (2 épisodes)
- 1998-2001 : Radio Active (en) : Morgan Leigh (78 épisodes)
- 2004 : Franchement bizarre (Seriously Weird) : Vee (saison 2, épisode 11)
- 2014 : Being Human : Une acheteuse (saison 4, épisode 7)

### Scénariste
2011 : La Vegan en Rose